# NGC 4260
NGC 4260 é uma galáxia espiral barrada (SBa) localizada na direcção da constelação de Virgo. Possui uma declinação de +06° 05' 54" e uma ascensão recta de 12 horas, 19 minutos e 22,2 segundos.
A galáxia NGC 4260 foi descoberta em 13 de Abril de 1784 por William Herschel.